# Turbe (mauzolej)
Turbe (tur. türbe, od arap. turba — u prevodu: ’mauzolej’, ’natkrivena grobnica’) nadgrobni je spomenik islamskih obilježja, obično podizan uz džamiju ili kod groblja. Turbeta su obično podizana nad grobovima paša, šejhova i nekih drugih istaknutijih ili imućnijih osoba. Neka su gradili pojedinci sami za sebe još za života, a druge su pak podizali nasljednici ili poštovaoci pokojnika.
Nadgrobna je građevina, spomenik, kvadratne ili heksagonalne (šest uglova) — kao i oktogonalne (osam uglova) — osnove. Ove građevine su od punih zidova, pokrivene nekada olovnom kupolom, nekada četvorostranim krovom otvorenog ili zatvorenog tipa. Otvorena turbeta imaju od četiri do šest kamenih stubova, spojenih zidanim lukovima koji nose nizak osmostrani ili šestostrani cilindrični dio, s prozorima koji se, radi osvjetljenja, umeću na kupolama između gornje kape, polulopte i donje osnovice koja nosi cijelu konstrukciju. Turbeta zatvorenog tipa su po svom prostornom rješenju slična džamijama, mada im osnova i oblik nije uvijek kvadrat nego osmougao. 
Na prostoru Balkanskog poluostrva se susreću i turbeta koja imaju i četiri stuba koja nose kupolu, kao i ona koja nisu pokrivena, ali su sa otvorima na zidinama (perforacionim zidovima).

## Istorija
U islamski svijet turbe kao mauzolej unijeli su Turci Seldžuci. Prvobitno je imalo dva oblika, koja su se razvila na prostoru Horasana: nadgrobna kula okrugle, poligonalne ili zvjezdaste osnove, vitka i zasvedena kupolom koja je sa spoljašnje strane najčešće pokrivena kupastim krovom — i kuba, kvadratna sala presvođena kupolom. (v. galeriju)
Mongoli iz Tamerlanovog perioda (Timuridi) i Moguli iz Indije, usvojili su tip ivana male dubine kao ulazni portal i često ga raspoređivali na sve četiri strane građevine. Od vremena cara Akbara, u najimpozantnijim indijskim mauzolejima, fasadni ivani imaju sa strana — na dva sprata — niše u vidu lođe. Na uglovima ovih mauzoleja dižu se često četiri minareta — što ukazuje da su kuba i džamija sa centralnom osnovom, često bile inspirisane istom šemom. (v. galeriju)
Na prostoru današnje Turske ima velik broj turbeta, posebice u Istanbulu; u njima su posmrtni ostaci sultana i drugih važnih ličnosti iz Osmanskog carstva. (v. galeriju)
Na prostor Balkanskog poluostrva, turbeta u obliku u kojem su ovdje poznata i rasprostranjena, došla su sa osmanskim osvajanjima ovih krajeva.

### Bosna i Hercegovina
Turbeta su, na prostoru Bosne i Hercegovine, u prošlosti bila vrlo rasprostranjena. Istoričar kulture Alija Bejtić u svom radu o spomenicima islamske arhitekture iz sredine 50-ih godina 20. vijeka, navodi da ih je tada bilo 50 — uz mišljenje da ih je prije bilo sigurno još toliko. Za vrijeme Rata u Bosni i Hercegovina, ’90-ih godina jedan broj ovih nadgrobnih spomenika je uništen. Ukupno je srušeno 37 turbeta, premda se u drugim izvorima navodi veći broj. Jedan broj ovih objekata je nakon završetka rata obnovljen.
Turbeta su u pogrebnoj kulturi ljudi imala važno simboličko značenje. Naime, kako ističe istoričarka arhitekture Amra Hadžimuhamedović, kupola na građevinama je najkasnije od 16. vijeka za muslimansko stanovništvo Bosne, imala simboličko značenje raja. Porijeklo ovakvog poimanja arhitektonske kupole i značaja koji joj je pridavan, imalo je ishodište, sa jedne strane, u postojećoj lokalnoj kulturi stanovništva (nerazdvojnost od izvornih oblika ljudskog stanovanja u Bosni — pećina i okruglih kuća, sa kupastim krovovima obloženim granama i slamom), dok sa druge strane, odlučujući je momenat dolazak islama i njegovog sjećanja na uvođenje kube (qubba) kao presudnog elementa islamske arhitekture, posebno pogrebne, inače zajedničkoj za cjelokupan islamski svijet.
Ova simbolička funkcija kupole je kod turbeta u najelementarnijem obliku dolazila do izražaja. Za razliku od drugih velikih islamskih građevina sa kupolama (džamije, hamami, medrese), simboličku predstavu raja podignutu jednostavno iznad groba, ovdje su nosili samo stubovi. Negdje ni sama kupola nije bila puna, od kamena, nego je građena njena (simbolička) imitacija od žičane mreže. Kvadratni prostor iznad kupole je takođe imao religijsko značenje, označavajući zemlju i obustavljanje svakog kretanja.
Kad je o samim arhitektonskim karakteristikama ove memorijalne arhitekture riječ, na prostoru BiH, prema Bejtiću, postoje tri tipa turbeta: kupolasti zatvoreni, kupolasti otvoreni i obični drveni tip.
Kupolasto zatvoreno turbe
Prvi, kupolasti zatvoreni tip, ima u tlocrtnoj šemi uvijek pravilan ili približno pravilan oktogon. Uobičajeno je zidan od tesanog i nežbukanog kamena, mahom sedre ili sige. U okolnim zidovima su obično tri prozora s demirima, dva nasuprot jedan drugome, a naspram trećeg prozora je opet izraženim lukom nadsvođen ulaz u turbe, koji gotovo uvijek ima nadstrešnicu. Masivni i razmjerno znatno visoki zidovi prelaze u kamenu i olovom prekrivenu kupolicu, obično preko trompa, ali i u pojedinim slučajevima i preko pandantiva. Na sredini unutrašnjeg osmougaonog prostora je grobnica (negdje jedna, a negdje i dvije), uvijek obilježena praznim drvenim sarkofagom (kuburom). Ta kubura na gornjem dijelu ima oštru grbinu, a sva je prevučena zelenom čojom. Iznad uzglavlja je drveni ili kameni stalak i na njemu od naravnog materijala turban (što je pokojnik nosio).
Ovaj tip turbeta se gradio samo u 16. vijeku i nema ih mnogo na prostoru BiH. Najreprezentativniji i najstariji primjerak ovog tipa su turbeta Gazi Husrev-bega (umro 1541) i Murat-bega Tardića (umro 1545), jedno pored drugog, sa lijeve strane Gazi Husrev-begove džamije u Sarajevu. U ovu grupu takođe spadaju i dva turbeta u Čajniču — turbe hercegovačkog sandžakbega i čajničkog legatora Sinan-bega (umro poslije 1582) i njegove supruge Šemse-kadune, inače sestre velikog vezira Mehmed-paše Sokolovića; drugo turbe je malo poznatog šejha Murat-dede. U ovu grupu takođe spada i jedno omanje turbe u Prači. Najveći broj turbeta ovog tipa se nalazi u Banjoj Luci (sedam). U arhitektonskom smislu, ljepotom gradnje ističe se Ferhad-pašino turbe (sagrađeno 1587. godine) u dvorištu džamije Ferhadije i Halil-pašino turbe na pola puta između Gornjeg i Donjeg Šehera, u blizini poznate Maloč-begove nekropole. Bejtić u ovu skupinu ubraja i turbe Kara Osman-bega, oca pomenutog Maloč-bega (umro 1555. godine), u Kopčićima kod Donjeg Vakufa, gdje se naziru samo ostaci ove građevine. (v. galeriju)
Kupolasto otvoreno turbe
Drugi, kupolasti otvoreni tip turbeta u tlocrtu ima najčešće čisti kvadrat. Turbe kod ovog tipa je otvoreno sa svih strana, a kupolu nosi kolonada od četiri ili osam stubova, često s pomno obrađenim bazama, kapitelima i lukovima. Svi elementi su od tesanog kamena. Neka turbeta ovog tipa, međutim, nemaju uopšte očekivane masivne, kamene kupole. Spoljašnji oblik kupole tu samo imitira lagana žičana mreža, upeta u okolni zid. Unutrašnja površina kod nekih ovakvih turbeta je u nivou same okoline, ili tek nešto uzdignutija, a kod drugih je tu visoki tzv. podijum, a na njemu još i kameni oklop.
Najstariji poznati i očuvani predstavnik ovog tipa turbeta u BiH je turbe Ibrahim-bega (umro između 17. i 27. juna 1550), sina Hasan-čelebije Nazira (osnivač džamije Aladže u Foči). Ova elegantna građevina sa kamenom kupolicom smještena je pored pomenute džamije. Istog oblika kao Ibrahim-begovo turbe, samo sa visokim postoljem, jeste turbe Hadži Sinan-age (umro 1639) i njegove žene Sakine (umrla 1619), kod poznate Sinanove tekije u Sarajevu. Istovijetna dva turbeta se nalaze na alifakovačkom groblju u današnjem glavnom gradu BiH. Oba je o svom trošku podigao sarajevski kadija Ahmed-efendija Jahja-zađe, porijeklom Turkuša: jedno na grobu sina Mehmeda Jusufa (umro 1780), a drugo Jusuf-paši, zagonetnom bjeguncu iz tadašnjeg Carigrada (umro između 1747. i 1757). Kao što je već naznačeno, oba turbeta su podignuta vijek kasnije od Hadži Sinan-aginog, i puno su slabije izrade. I u Mostaru postoji ovaj tip memorijalne arhitekture (ukupno dva). Jedno je uz džamiju Ćose Havadže i tu su upokojeni Hadži Mehmed-aga Kreho i, najvjerovatnije, njegova žena. Sagrađeno je 1760. godine, sa osam stubova i žičanom kupolom (koja je odavno propala, dok je vrh zida je prekriven kamenim pločama). Drugo je turbe mostarskog muftije i učenog pisca, šejha Juje Ejubovića (umro 1707); podigao ga je Ali-paša Rizvanbegović pedesetih godina 19. vijeka. Oba ova turbeta imaju čiste polukružne lukove, kakvi se vide i na romaničkim objektima obližnje dalmatinske obale, što ukazuje da su te spomenike gradili domaći majstori. (v. galeriju)
Četiri slična turbeta sagrađena su i u vezirskom Travniku i sve četiri imaju žičanu mrežu umjesto kamene kupole. Jedno je u Sumeću uz kafanu „Derventa”, drugo na Varoši uz Jeni-džamiju, a ostala dva su uz glavnu ulicu u Gornjoj Čaršiji. Prvo je građeno na osam stubova, podignuto nad grobovima šejha Mehmeda (umro 1780) i njegove žene (umrla 1782). Turbe pokraj Jeni-džamije, koje je takođe s osam stubova, jest mjesto groba bosanskog vezira Abdulah-paše Teftedarije (umro između l. i 10. februara 1785). Dva turbeta u Gornjoj Čaršiji pripadaju bosanskim namjesnicima Muhsin-zadu Abdulah-paši (umro 1749) i Hadži Hafizu Aliju Dželaludin-paši (umro 1822. ili 1823); drugo turbe (na uglu) grob je trećeg bosanskog namjesnika Perišana Mustafa-paše (umro krajem 1789). Prvo, kao sva ostala turbeta ovog tipa, građeno je na kvadratnoj osnovi sa osam stubova, dok je drugo, pak, izuzetak među sačuvanim turbetima ovog tipa jer je podignuto na pravilnoj šestougaonoj osnovi (sa šest stubova na uglovima). (v. galeriju)
Obično drveno turbe
Bosanska turbeta trećeg, običnog drvenog tipa, drugačije su konstrukcije od prethodna dva tipa. U osnovici imaju kvadrat ili paralelogram, a građena su od mješavine ćerpiča, kamena i drveta. Nemaju kupolu, nego su uvijek prekrivena daščanim krovom na četiri vode. Zapravo, to su vrlo jednostavne ’kućice’ (poput koliba); podizao ih je najnužnijim sredstvima narod na grobovima derviša iz poštovanja prema takvim ljudima. Na sredini unutrašnjeg popođenog prostora je drveni kenotaf, kao i kod kupolastog zatvorenog turbeta; okolo su ovčije kožice, na kojima su se neki ljudi molili i tražili pomoć posredstvom tih umrlih derviša.
Ovakva turbeta su brojna u Bosni i Hercegovini. Neka od istaknutih su: Behram-efendijino turbe u Banjoj Luci (prva polovina 17. vijeka), šejh Ibrahim-dedino u Docu kod Travnika (turbe ima natpise iz godina 1791/92. i 1830/31), šejh Ilhami-babe Zepčaka u Travniku (pogubljen 1821), šejh Abdurahman Sirija na Oglavku kod Fojnice (umro 1846, a turbe mu je podigao Ali-paša Rizvanbegović), te Ajvaz-dedino u Pruscu.

### Srbija
Na prostoru jugozapadne Srbije danas postoji više turbeta različite starosti. Pretpostavlja se da ih je u prošlosti bilo više nego sada. Kao i u BiH, i na ovom prostoru tipovi turbeta su istovjetni onima u BiH. Na prostoru Novog Pazara su se očuvala dva turbeta. Jedno se nalazi u sredini novopazarskog groblja Gazilar. Turbe je jednostavno, veličine 4,80 m × 5,20 m, sa niskim četvorostrešnim krovom i pokrovom od ćeramide. U turbetu su dva drvena sarkofaga (kubure), a iz dviju kamenih ploča s natpisima uzidanih na spoljašnjem zidu turbeta kod ulaza, zna se da su tu sahranjena dva derviša: derviš Ahmed Gurbi, umro 1189. h. g. (1775) i derviš Abdulkadir, umro 1190. h. g. (1776). Dok o dervišu Abdulkadiru ne postoje precizniji podaci, za derviša Gurbi Ahmeda istorijski podaci upućuju da je to u pitanju pjesnik Gurbi Ahmed. Drugo turbe se nalazi u haremu Hadži Huremove — Bor džamije. I ovo turbe, kao i prethodno, zatvorenog je tipa. O ovom turbetu je poznato da je u njemu ukopan Hadži Hurem, vakif koji je sagradio ovu džamiju.
Na području Sjenice postoje dva turbeta: Turbe gazi Jusufa i zajedničko Muratovo i Abdulahovo turbe. U Prijepolju danas postoji jedno sačuvano turbe, koje se nalazi na mezarju Kosovac. Nema podataka o osobi koja je ukopana u njemu, kao ni podataka o objektu kada je podignut. Turbe je renovirano 2006. godine. Dimenzije turbeta su 4 m × 3,73 m. Sagrađeno je od tvrdog materijala; na njemu se nalaze dva manja prozora. Osim ovog turbeta koje je i danas postojano u Prijepolju, tu su se nalazila još dva turbeta (koja su porušena). Prvo turbe je bilo sagrađeno na mjestu gdje su poginuli šehidi u srpsko-turskim ratovima u prošlom vijeku. Na mjestu gdje se danas nalaze zgrade Opštinskog suda i radija „Polimlje” nalazilo se veliko mezarje na kojem je bilo i turbe. Nakon Drugog svjetskog rata, vlasti su porušile groblje i turbe i sagrađeni su stambeni objekti. Po kazivanju, turbe se nalazilo na mjestu gdje se nalazi ulaz u radio „Polimlje”. Sazidano je bilo od ćerpiča, pokriveno ćeramidom. Drugo turbe se nalazilo u Vinogradu (Vakuf). U ovom turbetu su bili ukopani muž i žena. Po narodnoj predaji, poznato je da je turbe bilo kvadratne osnove stranice 3,5 m. Sagrađeno je od kamene cokle nad kojom je bila drvena konstrukcija, velikim dijelom, te su bile rešetke od tanke letve, a krov je bio drveni tj. od šinde. Ovo turbe je imalo sličan istorijat kao i prvo; danas su na ovom prostoru stambeni objekti, a posmrtni ostaci su preneseni na groblje Kosovac.
Na teritoriji Priboja postoje dva turbeta: turbe u Sjeverinu i turbe u Čitluku. Turbe u Sjeverinu je zatvorenog tipa; pokriveno je limom na četiri vode. U turbetu su tri muslimanska groba (mezara); tu su ukopani Suljaga Gibović (bez oznake datuma smrti), drugi nije poznat, a treći je derviša šejha Saliha Hrnjića (koji je živio 95 godina, a godina njegove smrti je 1920).
Na području grada Beograda, nekada brojni spomenici osmanske arhitekture većim dijelom su uništeni — što u ratovima tokom 17. i 18. vijeka, što potonjom željom da se zatru tragovi strane uprave i na dijelu grada koji je ličio na tursku kasabu sagradi moderna srpska varoš. U okvirima zidina Beogradske tvrđave, osim Mehmed-pašine česme, iz ovog perioda jedino je ostalo Damat Ali-pašino turbe. Turbe se nalazi na platou Gornjeg grada, oktougaone je osnove i jedan je od rijetkih sačuvanih spomenika islamske arhitekture u Beogradu. Turbe je dobilo naziv po velikom veziru sultana Ahmeda , Damat Ali-paši. Mauzolej je nastao 1784. godine nad grobom beogradskog muhafiza Ismet Mehmet-paše. Pošto je turbe znatno oštećeno u Prvom srpskom ustanku, Marašli Ali-paša ga je obnovio tokom 1818. i 1819. godine i posvetio Damat Ali-paši. Kasnije su tu sahranjena i dva muhafiza (zapovjednika) Beogradske tvrđave: Selim-paša (1847) i Hasan-paša (1850). (v. galeriju)
Još jedno postojano turbe u Beogradu je Turbe šejha Mustafe, koje je dio kompleksa zgrada oko Dositejevog liceja i predstavlja kulturno dobro od velikog značaja. Turbe šejha Mustafe je iz 1783. godine; podrumski zidovi susjedne zgrade su jedini ostaci ograđenog kompleksa tekije hadži šejha Muhameda iz sredine 17. vijeka. U ovoj prizemnoj zgradi koja je porušena 1892. godine, između 1808. i 1813. godine zasjedala je prva ustanička vlada Srbije, Praviteljstvujušči sovjet srpski, a kraće vrijeme u njoj je stanovao i Dositej Obradović. U turbetu je najprije bio grob šejha tekije, Mustafe iz sadijskog derviškog reda, a kasnije su tu sahranjena još dvojica tekijskih starješina. (v. galeriju)

### Crna Gora
Za vrijeme viševjekovnog upravljanja Balkanom, u Crnoj Gori je podignuto preko 20 turbeta. Prema domaćim istraživanjima, gotovo da nije bilo varoši bez turbeta. Podizana su zaslužnim, učenim i pobožnim ljudima, vakifima, odnosno dobrotvorima, vjerskim misionarima, šejhovima, šehidima. Kroz dugi vremenski period, nažalost, mnoga su nestala, pa se ne može ni znati kako su izgledala, a nekim je tokom sanacija i rekonstrukcija izmijenjen prvobitni izgled: na primjer, Seki-babino turbe u Žabljaku na Skadarskom jezeru i Husrev-begovo u Podgorici. Sačuvana turbeta se toliko razlikuju da ih je teško svrstati u neku određenu grupu. Najsloženiji kompleks ima turbe u Starom Baru. Najviše turbeta podignuto je istaknutim dobrotvorima, vakifima; to su: Hajdar-pašino turbe u Radulićima kod Bijelog Polja, turbe Hadži-paše Osmanagića u Podgorici i Derviš-Hasanovo u Baru. Šehidska turbeta su: šejh Mehmedovo u Rožajama, Husrev-begovo u Podgorici i jedno u Ulcinju na Vrh Pazaru. Istaknutim dervišima podignuta su turbeta u Pljevlji, pomenuto Seki-babino u Žabljaku, Mirhadi-sultanovo, te Murat-dedino u Ulcinju. Najviše turbeta bilo je u Ulcinju (11), ali očuvana su samo četiri — od kojih se ističu turbe Fanit kod Male plaže i turbe Murat-Dedaj u dvorištu porodice Manića. U Pljevlji je bilo pet turbeta, a očuvana su dva; u Baru, Podgorici i Bijelom Polju su po dva, a sačuvano je po jedno. U Rožajama, Petnjici i Gusinju nalazi se po jedno turbe.
Turbe Fanit se nalazi na Pristanu (Rana), ispred Male (gradske) plaže, na jugoistočnom podnožju Starog grada Ulcinja. Ono je u ogradnom zidu u kojem se nalaze dva groba, jedan pored drugog; osobe su se zvale Ljud i Jahja, a bili su iz porodice po kojoj je turbe dobilo naziv.

### Kosovo
Kao i na ostalim dijelovima Balkana, islamska memorijalna arhitektura je na prostor Kosova došla sa uspostavom osmanske uprave. Na Kosovu je bio veći broj turbeta, ali vremenom su uništavana. Danas je na Kosovu postojano 29 turbeta.
Na prostoru Kosova, najpoznatija su dva turbeta — oba smještena u blizini spomenika kosovskim junacima na Gazimestanu, u blizini Prištine. To su Muratovo turbe i Gazimestan-turbe. Muratovo turbe je podignuto odmah poslije Kosovske bitke, a obnovio ga je Huršid-paša 1850. godine; unutar ovog mauzoleja nalazi se kovčeg, gdje je sahranjena Muratova utroba, dok je ostatak tj. veći dio njegovog tijela odnesen u Bursu (grad u Turskoj). U Gazimestan-turbetu, po predanju, sahranjen je turski komandant, barjaktar i njegov štitonoša. (v. galeriju)

## Galerija

### Turbeta u svijetu
- Kanegahov grob u džulfinskom rejonu u Azerbejdžanu; centralni objekt mauzoleja je sagrađen između 12. i 13. vijeka
- Turbe u dvorištu džamije Aljedin u Koniji, Turska; i ovo, kao turbe sa prethodne slike, konstruisano je u podudarnom vremenskom periodu, a džamija je služila kao centralna džamija u vremenu Rumskog sultanata
- Turbe u Koniji
- Mauzolej Momine Hatun, 12. vijek, Azerbejdžan; mauzolej je dio Uneskove svjetske baštine
- Mauzolej Momine Hatun u Azerbejdžanu
- Mauzolej Gohar Taj, sestre Gohar Šad, koja je bila supruga cara timirdskog carstva Šaruka Mirze; mauzolej je iz 14. vijeka
- Turbe Gohar Šad (umrla 1457), Musala kompleks, Herat, Avganistan
- Turbe u kompleksu Musala
- Pogled na cijeli Musala kompleks
- Akbarov grob, Agra, Utar Pradeš, Indija; ovo je grobnica mogulskog cara Akbara Velikog, a ujedno i jedno od remek-djela mogulske arhitekture; mauzolej je građen između 1604. i 1613. godine
- Turbe Agra
- Ulaz u turbe Agra
- Mauzolej Tadž Mahal, jedno od najpoznatijih ostvarenja mogulske arhitekture
- Tadž Mahal sa istočne strane
- Zeleno turbe (tur. Yeşil türbe), turbe petog osmanskog sultana Mehmeda I u Bursi
- Panorama Zelenog turbeta
- Unutrašnjost Zelenog turbeta
- Turbe Sulejmana Veličanstvenog ispred Sulejmanije u Istanbulu
- Unutrašnjost turbeta Sulejmana Veličanstvenog
- Turbe Hurem sultanije (Rokselana) ispred Sulejmanove džamije
- Unutrašnjost Rokselaninog turbeta
- Turbe Rokselane
- Turbe Murata  ispred Aja Sofije u Istanbulu
- Ulaz u turbe Murata
- Unutrašnjost turbeta Murata
- Turbe Mehmeda II Osvajača ispred Fatihove džamije u turskoj prijestonici
- Unutrašnjost turbeta Mehmeda
- Turbe sultana Mahmuda II i još dvojice sultana i njihovih članova porodice; Istanbul
- Unutrašnjost turbeta Mahmuda

### Turbeta u Bosni i Hercegovini
- Gazi Husrev-begovo turbe (bliže) i Murat-begovo turbe (dalje na slici)
- Kompleks Ferhat-pašine džamije; bliže raskrsnici ulice, pored česme, nalazi se turbe Ferhat-pašinih barjaktara, a paralelno, desno od džamije, jeste turbe Ferhat-paše Sokolovića; lijevo na slici (od džamije) jest Safi-kadunino turbe[39]
- Ferhat-pašino turbe pored džamije koju je podigao
- Turbe Ferhat-paše Sokolovića, pogled sa ulične strane
- Ulaz u Ferhat-pašino turbe; u pozadini se vidi džamijsko groblje
- Ferhat-pašino turbe
- Turbe Ferhat-pašinih barjaktara; pored se vidi šadrvan
- Pogled na turbe Ferhat-pašinih barjaktara sa ulične strane
- Turbe Ferhat-pašine džamije izbliza
- Čeoni dio i ulaz u turbe Ferhat-pašinih barjaktara
- Safi-kadunino turbe; u pozadini je upravna zgrada banjalučkog muftijstva
- Dva turbeta ispred džamije Gazanferije u Banjaluci; jedno turbe pripada osnivaču džamije, Gazanfer-begu, dok su u drugom, po predanju, sahranjena njegova dva sina[40]
- Pogled na turbeta, dok je džamija, srušena 1993. godine, bila u fazi obnove
- Banjalučka turbeta izbliza
- Napušteno turbe Kara Osman-bega u Kopčićima kod Donjeg Vakufa[41]
- Džamija Aladža u Foči i Ibrahim-begovo turbe pored nje; i džamija i turbe su bili srušeni za vrijeme Rata u BiH; fotografija je iz 2018. godine, dok je cijeli kompleks bio u fazi obnove
- Ibrahim-begovo turbe u fazi obnove
- Turbe Hadži Sinan-age i njegove žene Sakine pored Sinanove tekije u Sarajevu; fotografija iz 1960-ih
- Pogled na turbeta na alifakovačkom groblju u Sarajevu
- Stara forografija alifakovačkog groblja iz 1900. godine, sa prikazom turbeta
- Pogled na groblje Alifakovca; turbeta su u sredini groblja
- Turbe Hadži Mehmed-age Krehe i, najvjerovatnije, njegove žene; u Mostaru, sagrađeno je 1760. godine, sa osam stubova i žičanom kupolom; opis na fotografiji govori da je propalo[42]
- Turbe u Sumeću, Travnik;[43] turbe je građeno na osam stubova, a podignuto je nad grobovima šejha Mehmeda (umro 1780) i njegove žene (umrla 1782)
- Turbe bosanskog namjesnika Perišan Mustafa-paše (umro krajem 1789); u pozadini se vidi turbe bosanskih namjesnika Muhsin-zade Abdulah-paše i Hadži Hafiza Alija Dželaludin-paše; turbe Perišan Mustafa-paše je na šestougaonoj osnovi sa šest stubova
- Turbe Muhsin-zade Abdulah-paše i Hadži Hafiza Alija Dželaludin-paše u Gornjoj Čaršiji u Travniku; turbe je građeno na kvadratnoj osnovi sa osam stubova
- Bliži pogled na turbe dvojice bosanskih namjesnika; Travnik
- Panorama travničkih turbeta i njihove okoline

### Turbeta u Srbiji
- Damat Ali-pašino turbe u Beogradu
- Kenotaf na Damat Ali-pašinom turbetu
- Dalji pogled na Damat Ali-pašino turbe
- Šejh Mustafino turbe u Beogradu
- Beogradsko turbe šejha Mustafe
- Unutrašnjost šejh Mustafinog turbeta u Beogradu

### Turbeta na Kosovu
- Turbe sultana Murata; panorama
- Turbe sultana Murata; pogled s druge strane
- Unutrašnjost Muratovog turbeta
- Pogled na samu grobnicu Murata
- Sarkofag Murata u njegovom turbetu u Bursi
- Gazimestan ili Barjaktarevo turbe
- Barjaktarevo turbe

## Napomene
1. ↑  Takođe tulbe[1]
2. ↑  Na drugom mjestu se navodi, da je prema podacima Islamske zajednice u BiH, broj porušenih trubeta 90.[13][14]
3. ↑  Orijentalista Mensur Zukorlić u svojoj doktorskoj disertaciji posvećenoj islamskom kulturnom nasljeđu ovog regiona navodi broj od tri trubeta, te da ih je u prošlosti bilo dvostruko više,[4] dok Fatih Hadžić sa Internacionalnog Univerziteta u Novom Pazaru u svojoj knjizi o kulturnim spomenicima u Sandžaku opisuje puno veći broj ovih objekata.[21]

## Literatura
- 21907215  1557261
- 104008455  1126062052  4965670  16399874
- 89151498  103969543  1126062052  16399874
- 17099271
- 21907215  1557261
- 21625360
- 216111884
- 20080646
- 104008455  1126062052  16399874
- 11596294
- 35394828  5693184  5693184
- 8843014
- 54786311  30110476  26085894
- 1048
- 195247879  178683660  195247879
- 8843014
- 188756748  6443782
- 512024528
- 19161612  5656322  5656322
- 21907215  1557261
- 66441484  1925158  1925158  512030928
- 98616327  747287  11338246
- 21907215  1557261
- 22110470
- 154671116
- 43669767  43669767  7178246
- 48156687